# تاريخ علم الأحياء

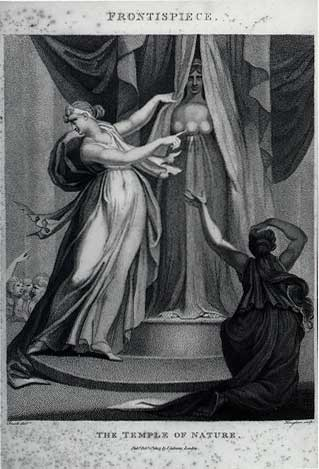
صورة لواجهة كتاب إراسموس داروين عن الشعر الذي يصف عملية التطور والمسمى معبد الطبيعة يظهر إلاهة تسحب وتكشف النقاب عن الطبيعة (المجسدة على صورة أرتميس). لعبت الصور الرمزية إلى جانب الاستعارة والمجاز دورا هاما في تاريخ علم الأحياء.

يدرس تاريخ علم الأحياء تطور الأحياء من الزمن القديم إلى المعاصر. مع أن مفهوم علم الأحياء كمجال واحد متماسك ظهر في القرن التاسع عشر، فإن علوم الأحياء ظهرت من تقاليد الطب والتاريخ الطبيعي المأخوذة من أيورفيدا، الطب المصري القديم وكتابات أرسطو وجالينوس في العصور اليونانية والرومانية القديمة. تم تطوير هذا العمل القديم خلال القرون الوسطى من قبل الأطباء والعلماء المسلمين مثل ابن سينا. خلال عصر النهضة الأوروبية وبداية العصر الحديث، تم تحديث الفكر في علم الأحياء في أوروبا بسبب الاهتمام المتجدد بالفلسفة التجريبية واكتشاف العديد من الكائنات الحية التي لم تكن معروفة سابقاً. من أهم العلماء الذين ساهموا في هذه الحركة أندرياس فيزاليوس ووليام هارفي اللذين اعتمدا على التجريب والمعاينة الدقيقة في الفسيولوجيا (علم وظائف الأعضاء)، وعلماء الطبيعة من أمثال كارلوس لينيوس وجورج دي بوفون، اللذان ابتدءا بتصنيف تنوع الحياة وسجل المستحاثات، بالإضافة إلى دراسة النمو والسلوك في الكائنات الحية. كشفت الدراسات المجهرية عن عالم الميكروبات الذي لم يكن معروفاً من قبل، مما أتاح المجال لظهور نظرية الخلية. حث الاهتمام المتزايد باللاهوت الطبيعي، نظراً لظهور الفلسفة الاّلية، على النمو المتزايد في مجال التاريخ الطبيعي (مع أنها كانت تحتوي على الحجة الغائية).
خلال القرنين الثامن عشر والتاسع عشر، تطورت العلوم الأحيائية كعلم النبات وعلم الحيوان إلى فروع معرفية ذات احترافية عالية. بدأ أنطوان لافوازييه وغيره من علماء الفيزياء بربط العالمين الحي والجامد من خلال الفيزياء والكيمياء. قام علماء الطبيعة المستكشفون مثل ألكسندر فون هومبولت بدراسة العلاقات بين الكائنات الحية وبيئاتها الطبيعية، والطرق التي تعتمد فيها هذه العلاقات على الجغرافيا، مما أدى إلى إنشاء علوم الجغرافيا الحيوية والبيئة والسلوك الحيواني. بدأ علماء الطبيعة برفض نظرية الأساس وبدؤوا بالنظر في أهمية الانقراض وتغير الأنواع. قدمت نظرية الخلية منظوراً جديداً للأسس الرئيسية في الحياة. استخدمت هذه التطورات، بالإضافة إلى النتائج من علم الأجنة وعلم الأحياء القديمة، في نظرية التطور من خلال الانتخاب الطبيعي لتشارلز داروين. شهدت نهاية القرن التاسع عشر تلاشي نظرية التولد الذاتي وظهور نظرية جرثومية المرض، بالرغم من أن كيفية الوراثة ظلت لغزاً.
في بداية القرن العشرين، أدت إعادة اكتشاف أعمال غريغور يوهان مندل إلى التطور السريع في علم الوراثة من قبل توماس مورغان وطلابه، والجمع ما بين علمي الوراثات الإسكانية والانتخاب الطبيعي في نظرية الاصطناع التطوري الحديث في الثلاثينيات من القرن الماضي. تطورت اختصاصات جديدة بسرعة، بالأخص بعد اقتراح جيمس واتسون وفرنسيس كريك لهيكل الحمض النووي. وبعد إنشاء نظرية العقيدة المركزية لعلم الأحياء الجزيئي وحل رموز الشيفرة الجينية، انقسم علم الأحياء إلى علم الأحياء العضوية وهي الفروع المعنية بالكائنات الحية الكاملة ومجموعات الكائنات الحية، والفروع المتعلقة بعلم الأحياء الخلوي والجزيئي. وبدأت مع نهاية القرن العشرين فروع جديدة كعلم الجينوم وعلم البروتيوميات بعكس هذه الظاهرة، حيث بدأ علماء الأحياء العضوية باستعمال التقنيات الجزئية، وبدأ علماء الأحياء الجزيئية والخلوية بدراسة العلاقة بين الجينات والطبيعة، بالإضافة إلى دراسة علم الوراثة فيما يخص التجمعات السكانية للكائنات الحية.

## أصل كلمة علم الأحياء «بيولوجي»
أصل كلمة بيولوجي «علم الأحياء» أغريقي مكون من بيوس (bios) واللتي تعني الحياة، وكلمة لوجي (logy) وتعني «العلم عن» أو «المعرفة عن» أو «دراسة» بناءً على المصطلح الإغريقي «قول» (λέγειν) واللتي تعني «للاختيار» أو «للجمع» (الاسم منها "λόγος"والذي يعني «سبب»، «الجمع» أو «شعار»). وتم تعريف المعنى الحديث لكلمة «بيولوجي» أو علم الاحياء بشكل مستقل من قبل العلماء: توماس بيدوز عام 1799 م، وكارل فريدريك عام 1800م، وغوتفريد رينهولد تريفيرانوس في كتاب البيولوجيا وفلسفة الطبيعة الحية (Biologie oder Philosophie der lebenden Natur 1802) وجان باتيست لامارك في كتابه الهيدروجيولوجيا (Hydrogéologie، 1802)  ؛ وتظهر الكلمة نفسها في عنوان المجلد الثالث من كتاب ( Philosophiae naturalis sive physicae dogmaticae: Geologia، biologia، phytologia generalis et dendrologia)، الذي نشر في عام 1766.م) لمايكل كريستوف.
كان هناك العديد من المصطلحات المستخدمة في دراسة الحيوان والنبات قبل استخدام مصطلح «بيولوجي»: فتاريخ الطبيعة يرجع إلى وصف جوانب الطبيعة، ومع ذلك استُخدِم للمجالات غير البيولوجية كما شملت المعادن؛ منذ العصور الوسطى في خلال عصر النهضة، وكان الإطار الموحد للتاريخ الطبيعي في علم الطبيعة أو سلسلة الكينونة العظمى. والفلسفة الطبيعية أو علم اللاهوت الطبيعي الذي يشمل الأساس المفاهيمي والميتافيزيقي للحياة النباتية والحيوانية، الذي يبحث في مسائل مثل سبب وجود الكائنات الحية وتصرفها بهذه الطريقة ومع ذلك تعرف هذه المواضيع بعلم الأرض "الجيولوجيا" والفيزياء والكيمياء وعلم الفلك. و"علم وظائف الأعضاء" و"علم الصيدلة (النباتية)" الذي يُستخدم في مجال الطب والدواء. و"علم النبات" و"علم الحيوان" أو "علم الأرض (الجيولوجيا): في حال دراسة الحفريات؛ استُبدِل بـ"علم تاريخ الطبيعة" و"فلسفة الطبيعة" في القرن الثامن والتاسع عشر قبل أن يتم استخدام البيولوجي بشكل واسع. ومع ذلك انضمت اليهم العديد من التخصصات الفرعية لعلم الأحياء، كعلم الفطريات والبيولوجيا الجزيئية.

## العلوم القديمة وعلوم القرون الوسطى

### الحضارات الأولى
لا شك أن البشر الأوائل امتلكوا معرفةً حول النباتات والحيوانات وتوارثوها ليزيدوا فرصهم في البقاء، ومن الممكن أن هذه المعرفة اشتملت على علم تشريح الإنسان والحيوان وبعض الجوانب من سلوك الحيوان (مثل أنماط الهجرة)، وعلى الرغم من هذا؛ لم تأتِ أكبر نقاط التحول في معارف علم الأحياء إلا في الثورة الزراعية قبل حوالي 10,000 سنة، فقد بدأ البشر باستعمال النباتات الأليفة، ثم تلى ذلك استعمال الماشية لترافق المجتمعات الثابتة.
أنتجت الحضارات القديمة مثل بلاد الرافدين، مصر، وشبه القارة الهندية، والصين، وغيرها العديد من الجراحين والطلاب المعروفين في مجال العلوم الطبيعية من أمثال سوشروتا وزهانغ زهو كنج، مما يبين أنظمة منفردة متطورة في الفلسفة الطبيعية. على الرغم من هذا، فإن جذور علم الأحياء الحديث تعود في الغالب إلى التقاليد العلمانية للفلسفة الإغريقية القديمة.

#### التقاليد الصينية القديمة
في الصين القديمة، تجد عدداً من مواضيع علوم الأحياء موزعة بين العديد من المجالات كأعمال أطباء الأعشاب، والأطباء، والكيميائيين، والفلاسفة؛ فعلى سبيل المثال، من الممكن اعتبار التقليد الطاوي للخيمياء الصينية جزءاً من علوم الحياة نظراً لتركيزه على الصحة (مع كون الهدف الأخير الوصول إلى إكسير الحياة). عادةً ما ركز نظام الطب الصيني التقليدي على نظرية اليين واليانغ والمراحل الخمس. طرح بعض الفلاسفة الطاويين، مثل جوانغ زي في القرن الرابع قبل الميلاد، أفكاراً تتعلق بمفهوم التطور، مثل رفض ثبوت الأنواع الأحيائية وطرح فكرة أن الأنواع طوّرت ميزات مختلفة كردّ فعلٍ على البيئات المختلفة.

#### التقاليد الهندية القديمة
الأيورفيدا هو أحد أقدم النظم الطبية المنظّمة المعروفة من شبه القارة الهندية التي أُنشأت تقريباً في عام 1500 قبل الميلاد بواسطة الأيورفيدا (أحد أقدم الكتب الأربع في الثقافة والمعرفة والحكمة الهندية). طورت تقاليد الأيورفيدا الهندية القديمة مفهوم الأخلاط الثلاثية بشكل مستقل، وهذا المفهوم مشابه للأخلاط الرباعية في الطب اليوناني القديم، إلا أن نظام الأيورفيدا يشمل الكثير من التعقيدات، مثلاً احتواء الجسم على خمسة عناصر وسبعة أنسجة أساسية. صنّف كُتّاب الأيورفيدا الكائنات الحية إلى أربعة أصناف معتمدين في التصنيف على أسلوب الولادة (عن طريق الرحم والبيض والحرارة والرطوبة والبذور)، وشرحوا بالتفصيل مفهوم الجنين. كما قدّموا الكثير في مجال الجراحة، غالباً بدون استخدام التشريح البشري أو الحيواني. كانت الساسروتا سامهيتا في إحدى أوائل أطروحات الأيورفيدا حيث تعود الساسروتا إلى القرن السادس قبل الميلاد من أوائل المواد الطبية، حيث وصفت 700 نبتة طبية وحضّرت 64 وصفة من مصادر معدنية و 57 وصفة من المصادر الحيوانية.

#### التقاليد القديمة لبلاد ما بين النهرين
من المحتمل أن يكون الطب في بلاد ما بين النهرين قد تم تقديمه بواسطة العالم البارز ايسياجيل كين أبلي في القرن الحادي عشر قبل الميلاد، وهو من قام بتصنيف الوصفات الطبية وإجراءاتها، حيث قدمها كطريقة لطرد الأرواح الشريرة.

#### التقاليد المصرية القديمة
لقد تم حفظ العشرات من أوراق البردي الطبية، ومن أهمها بردية إدوين سميث (أقدم كتيب موجود عن الجراحة) وبردية إيبرس (كتيب عن إعداد واستعمال المواد الطبية لمختلف الامراض)، وتعود كلتا المخطوطتين إلى القرن السادس عشر قبل الميلاد.
عُرفت مصر القديمة أيضاً بتطوير التحنيط الذي كان يستعمل في تحضير المومياوات، لحفظ البقايا البشرية ولإيقاف عملية التعفن.

### التقاليد الإغريقية القديمة

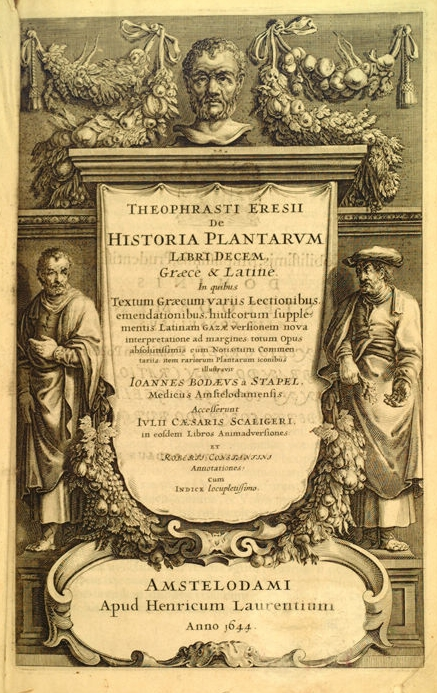
واجهة الإصدار 1644 للطبعة الموسعة والموضحة لكتاب هيستوريا بلانتاروم والذي كتبه أصلاً ثيوفراستس قبل 3000 سنة للميلاد تقريباً.

طرح الفلاسفة قبل عهد سقراط العديد من الأسئلة حول الحياة لكنهم لم ينتجوا الكثير من المعرفة المنهجية المعنية بعلوم الأحياء على وجه التحديد على الرغم من محاولات علماء الذرة لشرح الحياة من منظور مادي (فيزيائي) بحت وتكرر ذلك دورياً على مدى تاريخ علم الأحياء. ومع ذلك، كان لنظريات أبقراط وتلاميذه الطبية، خصوصاً مذهب الأخلاط، أثراً واضحاً
كان الفيلسوف أرسطو الأكثر تأثيراً في العالم الحي خلال العصور الكلاسيكية القديمة. بالرغم من أن أعماله الأولى في مجال الفلسفة الطبيعية كانت تميل إلى التفكر، إلا أن كتاباته اللاحقة المعنية بعلم الأحياء ركزت على الأسباب الأحيائية وتنوع الحياة. لقد قدم أرسطو العديد من الملاحظات التي لا تعد ولا تحصى عن الطبيعة، لاسيما عادات وخصائص النباتات والحيوانات في العالم من حوله، والذي كرس جهوداً واهتماماً كبيراً في تصنيفيهما. لقد صنف أرسطو 540 نوعاً حيوانياً، وقام بتشريح 50 منها على الأقل. وأعرب عن اعتقاده بأن الأهداف الفكرية والأسباب الرسمية هي التي تقود العمليات الطبيعية.
أرسطو وأغلب العلماء الأوربيين الذين جاؤوا بعده وحتى القرن الثامن عشر كانوا مؤمنين أن المخلوقات الحية مصنفة بدرجات مختلفة حسب درجة كمالها وتبدأ من النباتات وهي الأقل إلى أن تصل للإنسان وهو الأعلى رتبة: بحسب تصنيف الكائنات الحية التسلسلي. ثيوفراستس تابع لصالة أرسطو (عالم إغريقي وأول من وضع أسس تصنيف النبات بحسب أشكالها وطرائق نموها) كتب سلسلة من الكتب في علم وتاريخ النباتات، وقد استمرت هذه الكتب كأهم المصادر في علم النبات حتى العصور الوسطى. وقد سمى ثيوفراسنس العديد من النباتات والتي أسمائها مستمرة إلى عصرنا الحديث مثل كاربوس (Carpos) للفاكهة وبيريكاربيون (pericarpion) للجيوب المحتوية على البذور. وقد عُرف أيضا بلينيوس الأكبر بمعرفته في علم النبات والطبيعة وكانت أكثر المؤلفات غزارة في محتواها في وصف الحيوانات.

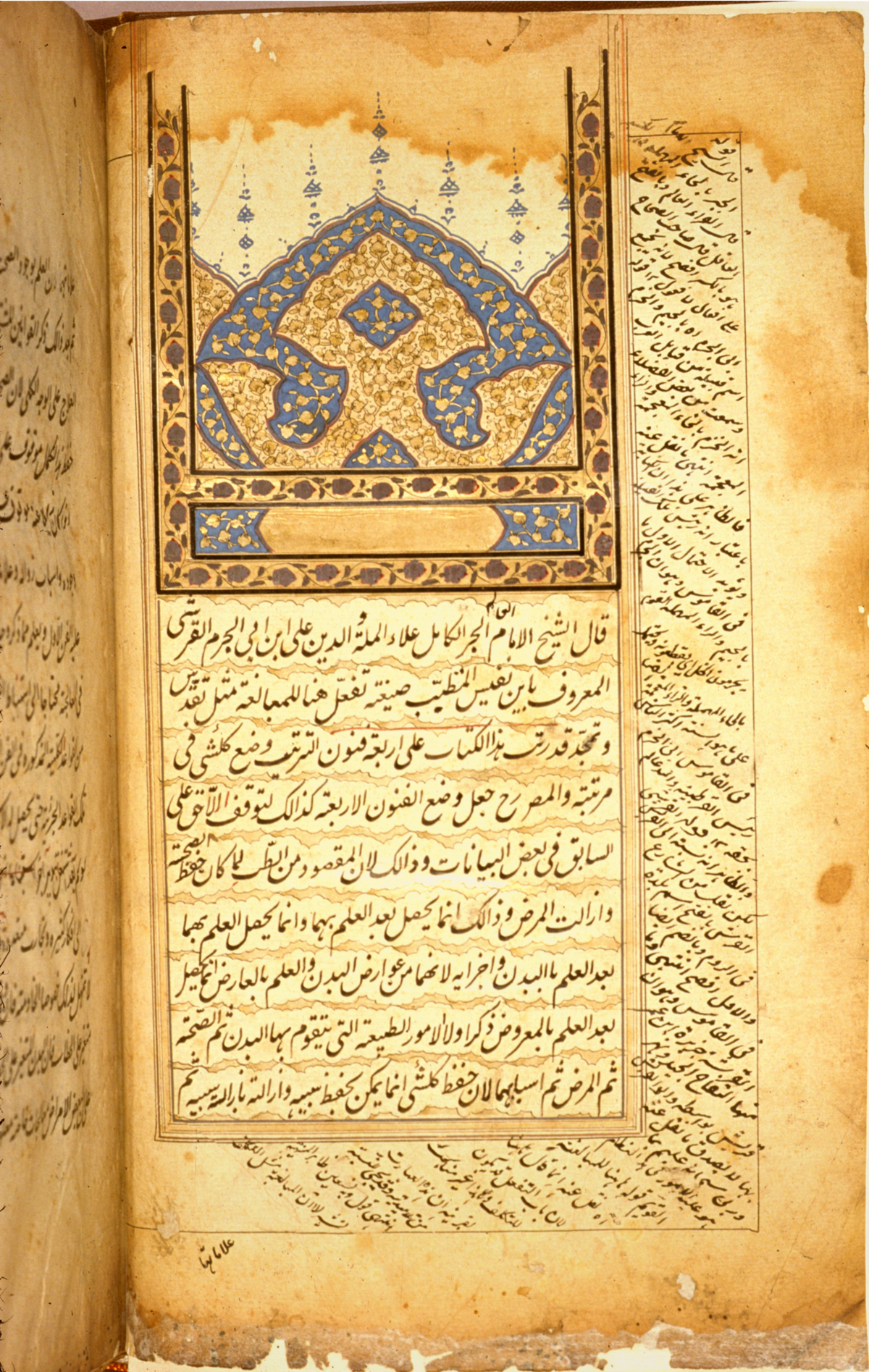
عمل طبي حيوي لابن النفيس، وهو من المناصرين الأوائل للتشريح التجريبي مكتشف الدورة الدموية الصغرى ودورة الشريان التاجي.

في الحقبة الهيلانية (أواخر الحضارة الإغريقية) تحت حكم بطليموس كان القليل من العلماء وخصوصا هيروفيلوس (عالم تشريح) وإيراسيستراتوس (عالم تشريح وطبيب الملك) قد جمعوا أعمال أرسطو في علم وظائف جسم الإنسان وعملوا في تشريح الجثث وعمل التجارب وتشريح الحيوانات الحية. وأصبح جالينوس وهو أحد الكتاب والأطباء الإغريق أحد أهم المرجعيات في الطب وعلم التشريح. واجه العلماء الذريين القدامى أمثال لوكريتيوس تحديات من قبل فلسفة الغائية وتنبع من فكر تابعي أرسطو (قسم من الميتافيزيقا) يقوم على مبدأ ارتباط العالم بعضه ببعض ارتباط العلّة بالغاية المتضمنة على أن جميع الجوانب هي نتيجة تدبير معين.
وبالرغم من هذه التحديات نتج عن ذلك أن الفلسفة الغائية بعد ظهور المسيحية ظلت مرجعاً لعلم الأحياء حتى القرن الثامن عشر ميلادي. وقد ذكر ارنست ماير أحد أشهر علماء الأحياء في العصر الحديث انه لم يطرأ أي تغير في علم الأحياء منذ العصر لوكريتوس وجالينوس حتى عصر النهضة (من القرن الرابع عشر حتى القرن السابع عشر الميلادي) في أوروبا. نجت الأفكار التقليدية للتاريخ الطبيعي والطب للإغريق، ولكنها كانت تؤخذ بصورة لا شك فيها في العصر المتوسط في أوروبا.

### المعرفة في عصر الإسلام والقرون الوسطى
أدى ضعف الإمبراطورية الرومانية إلى اختفاء وتشتت الكثير من العلوم. وعلى الرغم من ذلك فقد دمج الطب مع عدة أمور من ما تبقى من الحضارة اليونانية، بالنسبة للبيزنطيين والعالم الإسلامي فقد تم ترجمة العديد من الأعمال اليونانية إلى العربية فحُفظت وكذلك تم حفظ العديد من أعمال أرسطو.
خلال العصور الوسطى المزدهرة قام قليل من الباحثين الأوروبيين مثل هايدغارد بنجين وألبيرتوس ماغنوس وفريدريك الثاني بتوسيع لائحة التاريخ الطبيعي. على الرغم من أن نهوض الجامعات الأوروبية كان مهماً لتطوير الفيزياء والفلسفة إلا ان هذا أثر قليلاً على الدراسة البيولوجية.

## النهضة والتنمية الحديثة المبكرة

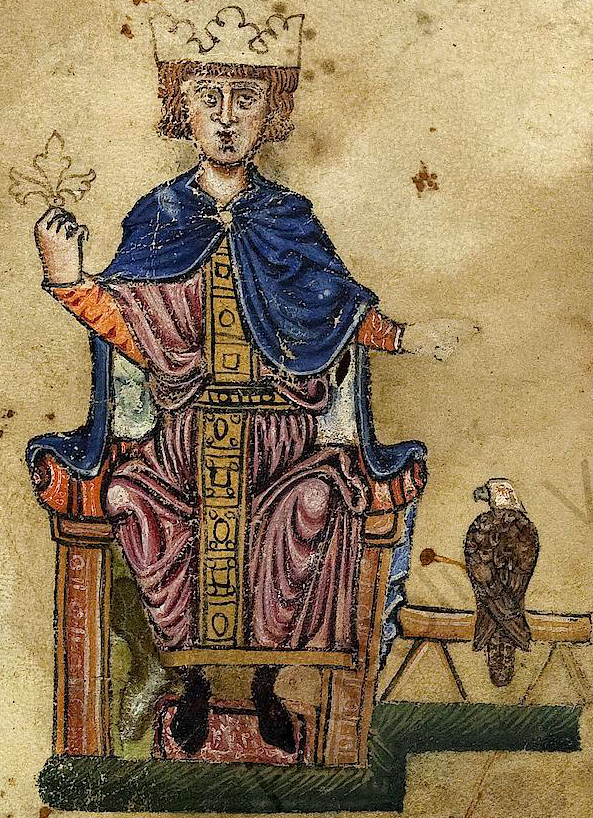
مقالة دي آرتي فيناندي كتبت بواسطة فريدريك الثاني وقد كانت مقالة تاريخ طبيعي مؤثرة في القرون الوسطى والتي كشفت علم التشكل

بدأت الثورة الأوربية اهتمامها في التوسع في كلاً من تاريخ الطبيعة التجريدية وعلم وظائف الأعضاء، ففي عام 1543م تولى أندرياس فيزاليوس تطور العصر الغربي الطبي بإبداعه في تشريح الإنسان عبر كتابه فابريكا، والذي اعتمد على تشريح الجثث. وكان فيزاليوس الأول في سلسلة علماء التشريح والذي حل تدريجياً محل المدرسة الفلسفية بمفهوم المدرسة التجريدية، ففيما يتعلق بعلم الوظائف والطب، اعتمد التجربة المباشرة أكثر من السلطة والأسباب المجردة. وعبر الاعشاب، وكان الطب مصدر غير مباشر في تجديد التجريدية في دراسة النباتات. اتو برنفيلس وهيرونيمس بك ولاينوهارت فتش كتبوا بشكل شامل في النباتات البرية والبداية في نهج أسس الطبيعة إلى الاتجاه الكامل لحياة النبتة. والحيوانات الرامزة وهي أسلوب أدبي يخلط ما بين الطبيعية ورموز علم الحيوانات وبإضافة أنها أصبحت أكثر تعقيداً، خصوصاً أعمال وليام تيرنير وبيير بيلون وغيولوم روندليت وكونراد قيسنير ويليزز ألدندرونفيد.
وغالباً ما كان يعمل الفنانون أمثال آلبرخت دورر وليوناردو دا فينشي مع علماء الطبيعة حيث كانت الاهتمام في أجسام الحيوانات والبشر ودراسة علم الأعضاء بالتفصيل والمساهمة في نمو المعرفة في علم التشريح. أثرت الخيمياء والسحر الطبيعي والتقليدية بصورة خاصة في أعمال باراسيلسوس وبإضافة وضع مطالب معرفة معيشة العالم. والتحليل الكيميائي ومجربة حرة كل من المستحضر الأحيائي (بيولوجية) ومعدنية علم الصيدلة  هذا الجزء كان للأنتقال الأكبر في رؤية العالم (تقدمت الفلسفة االآلية حيث تابعت إلى القرن 17، كما أن الاستعارة تقليدية لطبيعة الكائن الحي اٌستبدلت بالطبيعة بمثل اّله مجازية أو مستعارة).

### القرنين السابع عشر والثامن عشر
سيطرت المنهجية، التسمية والتصنيف على التاريخ الطبيعي خلال الجزء الأكبر من القرنين السابع عشر والثامن عشر. وأصدر كارلوس لينيوس تصنيفاً بدائياً للعالم الطبيعي في عام 1735م (لاتزال نسخ معدلة منه تستعمل إلى الآن)، حيث قام في فترة عام 1750 بطرح أسماء علمية لجميع الأنواع التي سجلها. بينما تخيل لينيوس الأنواع كأجزاء غير متغيرة من رتب مصممة، العالِم الطبيعي الكبير جورج دي بوفون في أواخر القرن الثامن عشر عامل الأنواع على أنها فئات مصنعة وأن الأحياء قابلة للتغير، وملمحاً أيضاً إلى إمكانية وجود السلف المشترك، مع أنه كان معارضاً لنظرية التطور، فان بوفون يعد أحد أهم رموز تاريخ الفكر التطوري: وقامت أعماله بالتأثير على نظريات التطور للامارك وداروين.

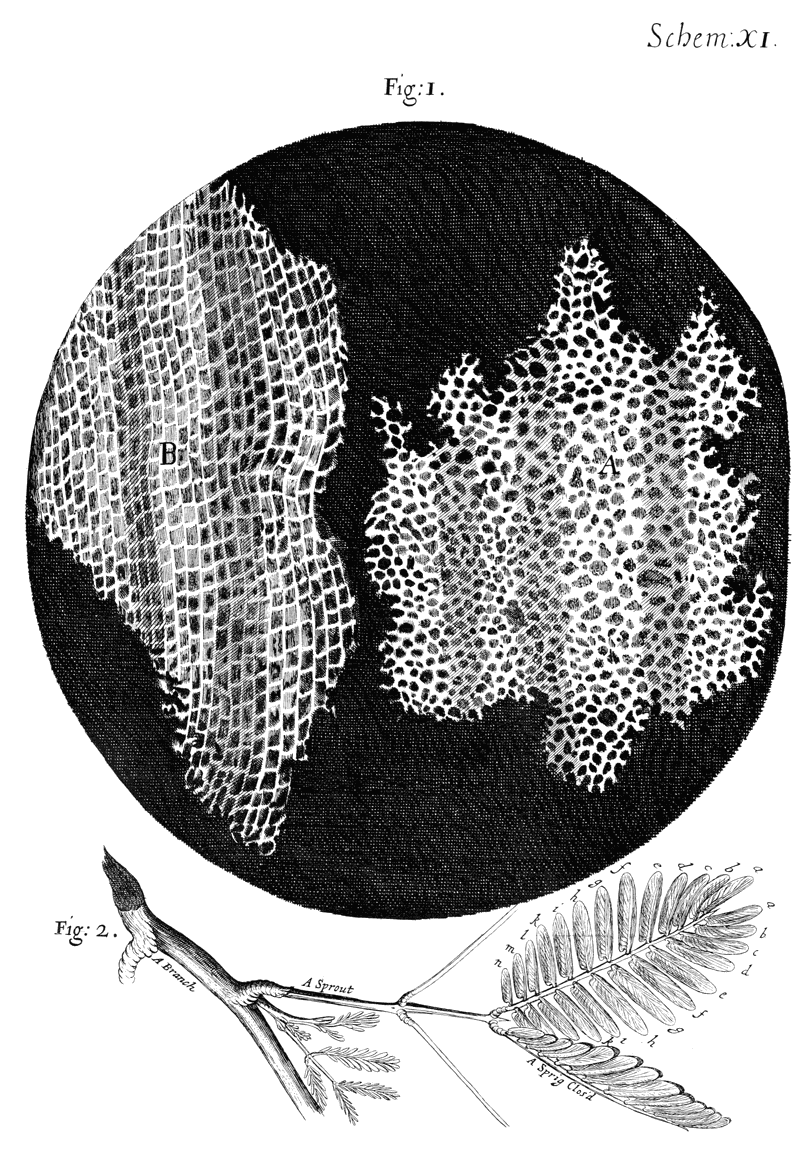
في كتاب الفحص المجهري وضع روبرت هوك كلمة خلية للهياكل الحيوية مثل قطعة الفلين هذه، ولكن لم يكن حتى القرن التاسع عشر حين اعتبر العلماء أن الخلايا هي أساس عالمي للحياة

أصبح اكتشاف ووصف الأنواع الجديدة وجمع العينات هوايةً للعلماء وتجارةً مربحة للمقاولين: حيث قام العديد من علماء الطبيعة بالتجوال في العالم بحثاً عن المعرفة العلمية والمغامرة.

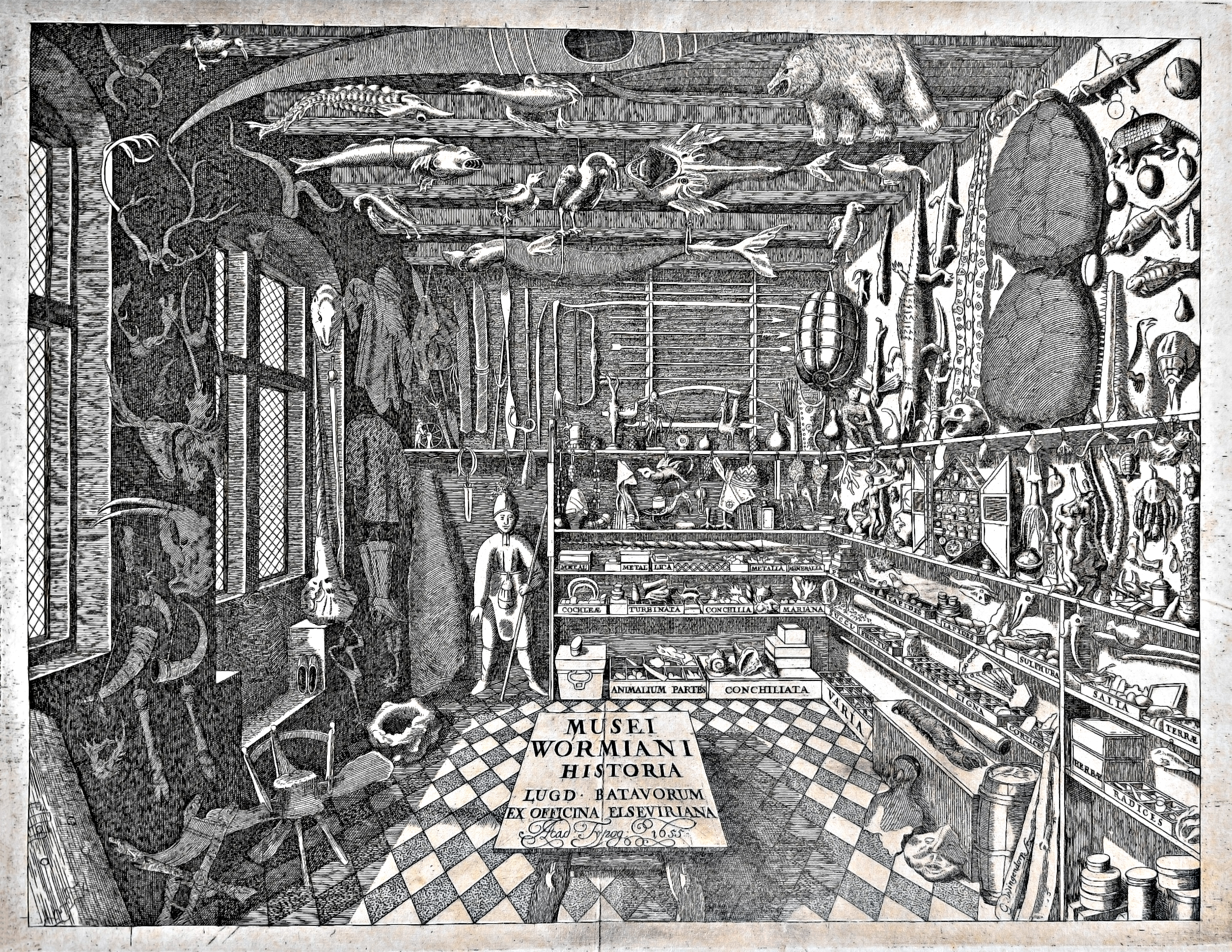
غرفة العجائب، مثل التي لدى أولي وورم، وقد كانت مراكز المعرفة البيولوجية في الفترة الحديثة المبكرة، حيث جمعت الكائنات الحية من جميع أنحاء العالم في مكان واحد، وقبل عصر الاستكشاف لم يكن للطبيعيين فكرة عميقة عن الحجم الهائل من التنوع البيولوجي

وتوسعاً على أعمال فيزاليوس في إجراء التجارب على الأجسام الحية للبشر والحيوان، قام وليام هارفي وفلاسفة طبيعة آخرون بدراسة أدوار الدم، الأوردة، والشرايين. وكان كتاب هارفي، دي موتو كوردس، في عام 1628 بداية النهاية للنظرية الجالينية، وكان، بالإضافة إلى دراسات سانكتوريوس عن التمثيل الغذائي، نموذجاً مؤثراً للمنهج الكمي في الفيزيولوجيا.
في بداية القرن السابع عشر كان علم المايكرو في مجال الأحياء قد بدأ للتو. حيث كان القليل من صانعي العدسات وفلاسفة الطبيعة قد بدأوا بصنع مايكروسكوبات بسيطة منذ نهاية القرن السادس عشر وقد نشر روبرت هوك صور مجهرية للحيوانات المنوية بناء على ملاحظاته في كتاب الفحص المجهري عام 1665. ولكن ذلك لم يحدث فعلياً إلا عندما قام أنطوني فان ليفينهوك بتغييرات دراماتيكية في صناعة العدسات والتي بدأت في سبعينيات القرن السابع عشر فقد استطاع في النهاية تصنيع ما يصل إلى 200 مكبر في عدسة واحدة. فاستطاع العلماء اكتشاف الحيوانات المنوية، والبكتيريا، والنقاعيات، وغيرها من الكائنات الشفافة الغريبة والتنوع في الحياة المجهرية. وبالإضافة إلى تحقيق مشابه قام به جان سواميردم قاد إلى مجال اهتمام جديد في علم الحشرات وقام ببناء تقنيات جديدة في التشريح والصبغات.
ساهم بعض الرسامين كألبيريتشت دورير وليوناردو دافينشي واللذين كانا يعملان غالبا مع علماء الطبيعة وكانا أيضاً من المهتمين بأجساد الحيوانات والبشر ويدرسون علم وظائف الأعضاء بتفاصيله، ساهما في تطور المعرفة التشريحية. كانت تقاليد الخيمياء والسحر الطبيعي وخصوصا في أعمال باراسيلسوس قد مهدت أيضا للمطالبة بمعرفة أكثر عن العالم الحي. أخضع الخيميائيون المواد العضوية لتحليلات كيميائية وأجروا التجارب عليها على نحو عقلي تحرري باستخدام أساليب علم العقاقير الأحيائي والمعدني. وكان هذا جزءا من تحول أكبر في وجهات نظر العالم (زيادة في الفلسفة الآلية) والذي استمر حتى القرن السابع عشر، كنتيجة لكون النظرة المجازية للطبيعة ككائن حي قد استبدلت وحل محلها النظرة المجازية للطبيعة كآلة.

## القرن التاسع عشر: ظهور التخصصات البيولوجية

في أثناء أسفاره، رسم ألكسندر فون هومبولت توزيع النباتات عبر المناظر الطبيعية ودون مجموعة مختلفة من الظروف الفيزيائية مثل الضغط ودرجة الحرارة.

### التاريخ الطبيعي والفلسفة الطبيعية
أدت العلوم على نطاق واسع عن طريق الطبائعيون من أوائل إلى منتصف القرن التاسع عشر إلى ثروة المعلومات عن تنوع وتوزيع الكائنات الحية. ولقد كان لعمل ألكسندر فون هومبولت أهمية خاصة والتي حللت العلاقة بين الكائنات الحية وبيئتها (أي، مجال التاريخ الطبيعي) باستخدام النهج الكمي للفلسفة الطبيعية (أي الفيزياء والكيمياء). ويرسي عمل هومبولدت أسس الجغرافيا الحيوية، والتي كانت مصدر إلهام لأجيال عدة من العلماء.

#### الجيولوجيا وعلم الحفريات القديمة
قرّب ظهور مجالات الجيولوجيا أيضاً التاريخ الطبيعي للفلسفة الطبيعية وكان تأسيس عمود علم وصف طبقات الأرض بادرة رئيسية لمفهوم الثورة وذلك مع توزيع الكائنات الحية الخاصة بتوزيعهم المؤقت، وقدّم جورج كوفييه وآخرون خطوات سريعة عظيمة في علم التشريح المقارن وعلم الحفريات القديمة في آواخر 1790م وبداية القرن التاسع عشر. وأبقت سلسلة المحاضرات والأوراق العلمية، والتي صنعت مقارنات مفصلة بين الثديات الحية وبقايا الوقود الأحفوري، كان كوفييه قادراً على إثبات أن الأحافير هي بقايا أنواع قد تنقرض، بدلاً من أن تكون بقايا أنواع لا تزال حية في أي مكان آخر من العالم، كما يعتقد على نطاق واسع. أكتشفت الأحافير ووصفت عن طريق جيدون مانتيل ووليام بكلاند ووماري آننغ وريتشارد أوين وآخرون ساعدوا في تأسيس أنه كان هناك «عصر الزواحف» والتي سبقت حتى عصر ثديات ما قبل التاريخ. وأسرت تلك الاكتشافات مخيلة العامة وركزت الاهتمام على تاريخ الحياة على الأرض. واحتوى أغلب الجيولوجيين نظرية الكاتستروزيم (نظرية تهتم بالتغيرات التي طرأت على الأرض خلال العصر الجيولوجي) ولكن مبادئ الجيولوجيا المؤثرة لتشارلز لايل نشرت نظرية الوتيرة الواحدة الخاصة بـ هوتون، وهي النظرية التي توضح الحاضر والماضي الجيولوجي.

#### التطور والجغرافيا الحيوية

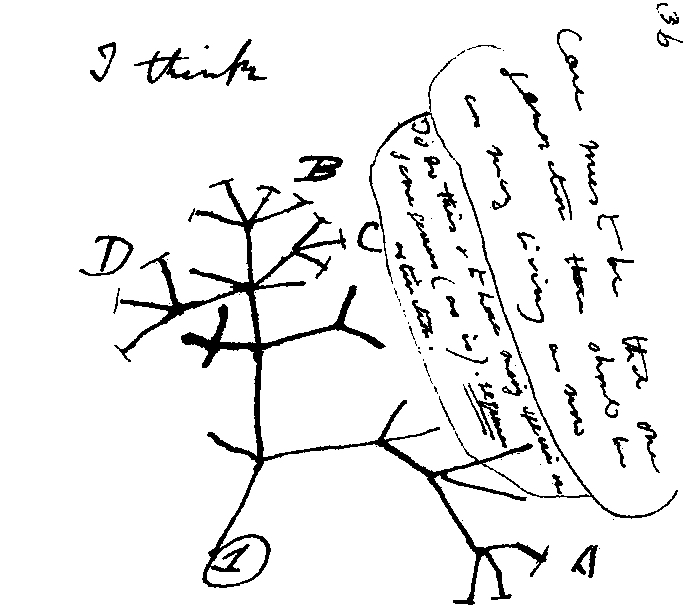
رسمة تشارلز داروين لأول شجرة تطورية من كتابهالمذكرة الأولى عن تحويل الأنواع (1837م)

أهم نظرية للتطور قبل نظرية داروين كانت نظرية جان باتيست لامارك معتمدا على نظرية وراثة الخصائص المكتسبة (آلية الوراثة التي كانت مقبولة بشكل واسع حتى القرن العشرين)، وهي تصف سلسلة من التطورات تمتد من أحقر ميكروب إلى الإنسان، العالم البريطاني تشارلز داروين جمع بين نهج همبولدت للجغرافيا الحيوية والجغرافيا التوحيدية ل (يل)، وكتابات توماس مالتوس في زيادة عدد السكان، مع خبرته في المورفولوجيا؛ خلق نظرية أكثر نجاحاً معتمداً على الاختيار الطبيعي، دليل مشابه قاد ألفرد راسل والاس للوصول إلى نفس النتيجة بشكل مستقل.
نشرت نظرية داروين عام 1859 في كتاب أصل الأنواع بواسطة الانتقاء الطبيعي أو الحفاظ على السلالات المفضلة في الصراعات من أجل البقاء، ويعتبر الحدث المركزي في تاريخ علم الأحياء الحديث. وكعالم طبيعة أسس داروين مصداقية له، فسمعته الطيبة في العمل، ومعظم قوته المطلقة وحجم الأدلة المعروضة، سمحت للمنشأ أن ينجح في حين أن العمل التطوري السابق في البقايا المجهولة للمنشأ مثلا فشل، ولقد كان معظم العلماء مقتنعين بالارتقاء والأصل المشترك في نهاية القرن التاسع عشر. ولكن لم يكن الانتقاء الطبيعي مقبولا كآلية أولية للارتقاء حتى الاختلاف العشوائي في نهاية القرن العشرين، حيث أن النظريات المقابلة للوراثة بدت غير قابلة للمقارنة مع وراثة الاختلاف العشوائية.
قدم والاس، بعد بدايات العمل الذي قام به دو كندول وهمبولت وداروين مساهمات كبيرة في الجغرافية الحيوانية. وبسبب اهتمامه في تحويل الفرضية، أولى اهتماما خاصا للتوزيع الجغرافي للأنواع ذات الصلة المباشرة خلال عملهِ أولا في أمريكا الجنوبية ثم في أرخبيل الملايو. وأثناء وجوده في الأرخبيل تعرف على خط والاس، والذي يمر عبر جزر الملوك ويقسم فونا الأرخبيل بين منطقة آسيا وغينيا الجديدة(أستراليا). وكان سؤاله الرئيسي، لماذا الحيوانات من الجزر ذات المناخ المتماثل تكون مختلفة جدا؟ يمكن الإجابة على ذلك فقط بالتفكر في مصدرها. وفي عام 1876 كتب التوزيع الجغرافي للحيوانات الذي كان مرجعية معتمدة لأكثر من نصف قرن، ونتيجة لحياة الجزيرة، وفي عام 1880 ركزت على الجغرافيا البيولوجية للجزيرة. وسع نظام المنطقة السادسة التي وضعها فيليب سكلاتر Philip Sclater لوصف التوزيع الجغرافي للحيوانات والطيور بجميع أنواعها؟ وله طريقته في تبويب البيانات عن المجموعات الحيوانية في مناطق جغرافية أبرزت الثغرات; وعن تقديره للتطور سمحت له أن يقترح تفسيرات عقلانية، التي لم تقدم من قبل.
نمت الدراسة العلمية للوراثة بسرعة في أعقاب داروين مع فرانسيس غالتون ومختصي الإحصاء الحيوي. وأصل علم الوراثة يعزى عادة إلى عام 1866 إلى الراهب غريغور يوهان مندل، الذي انشأ فيما بعد قوانين الوراثة. ومع ذلك، لم يتعرف على عمله حتى بعد 35 عاما. وفي غضون ذلك الوقت، ظهرت مجموعة متنوعة من النظريات الوراثية (المعتمدة على شمولية التخلق واستقامة التطور أو آليات أخرى) والتي نوقشت وحقق فيها بقوة. وأصبح علم الأجنة وعلم البيئة أيضا من الحقول الرئيسة في المجال البيولوجي، خاصة أنه مرتبط بالتطور والشعبية في عمل إرنست هيكل. ومعظم الأعمال البارزة في القرن التاسع عشر كانت في علم الوراثة، ومع ذلك لم يكن في مجال التاريخ الطبيعي، ولكن من علم وظائف الأعضاء التجريبي.

### علم وظائف الأعضاء
توسع نطاق علم وظائف الأعضاء بشكل كبير في القرن التاسع عشر، من حقل العلوم الطبية إلى بحوث واسعة النطاق في العلوم الفيزيائية والكيميائية للأحياء كالنباتات والحيوانات والكائنات الدقيقة، كذلك بالإضافة إلى الإنسان، فأصبحت الآلات بعد ذلك مهيمنة بشكل كبير في التفكير الاجتماعي والأحيائي.

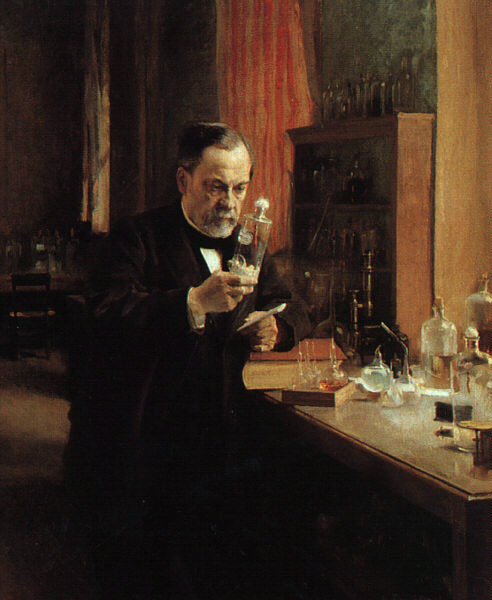
ساهمت زجاجيات المختبر والأساليب التجريبية التي وضعها لوي باستير وعلماء الأحياء الآخرين إلى الحقول الجديدة لعلم الجراثيم في أواخر القرن التاسع عشر

#### نظرية الخلية وعلم الأجنة ونظرية الجُرثومة
كان للمجهر تأثيراً كبيراً على التفكير العلمي في علم الأحياء، حيث أشار عدد من العلماء في أوائل القرن التاسع عشر إلى أهمية الخلية، حيث قام ماتياس شلايدن وثيودور شوان عام 1838م و1839م في تعزيز الأفكار التالية:
- تعتبر الخلية الوحدة الأساسية للكائنات.
- لدى الخلية الفردية كل صفات الحياة، (على الرغم من أنها عارضت الفكرة).
- جميع الخلايا تأتي من انقسام الخلايا الأخرى.

وفي الستينات من القرن الثامن عشر قبل معظم علماء الأحياء المبادئ الثلاثة كما عرفت فيما بعد نظرية الخلية، يرجع الفضل إلى عمل روبرت ريماك ورودولف فيرشو.
أدت نظرية الخلية لجعل علماء الأحياء يعيدون تصور الكائنات الفردية كتجمعات مترابطة في الخلايا الفردية. ووجد علماء الخلايا بعد تطور المجاهر طرق صبغ جديدة وأن الخلية الفردية أكثر تعقيداً من الخلايا المتجانسة المملوءة بسائل جوفي والتي وصفت في المجهر سابقا. ولقد وصف روبرت براون، النواة في عام 1831، وعرف علماء الخلايا العديد من مكونات الخلية الرئيسية في حلول نهاية القرن التاسع عشر وهي: كروموسومات والجسيمات المركزية والميتوكندريون والبلاستيدات الخضراء، وغيرها من التركيبات التي شكلت رؤية خلال التلوين. ووصف «ويثير فليمنج» بين العامين 1874م و1884م المراحل المنفصلة من الانقسام المتساوي، موضحاً بأنها ليست نتاجاً لفن التلطيخ وإنما تحدث في الخلية الحية إضافة إلى أن الكروموسومات تتضاعف في العدد قبل أن تنقسم الخلية وتنتج الخلية الجديدة. والكثير من الأبحاث عن استنساخ الخلايا اجتمعت في نظرية أوغست وايزمان عن الوراثة. عرّف النواة (الكروموسومات بالتحديد) بأنها المادة الوراثية، كما أقترح التميز بين الخلايا الجسدية والخلايا الجنسية (بحجة أن عدد الكروموسومات يجب أن تكون النصف للخلايا الجرثومية حسب مفهوم الانقسام الاختزالي) تبنى نظرية هيوغو دا فريس عن شمولية التخلق. وكانت الوايزمانية مؤثرة بالتحديد في مجال جديد وعمل تجارب في علم الأجنة.
في منتصف عام 1850م، تم استبدال نظرية مرض حمى المستنقع وحل محلها نظرية جرثومية المرض، الذي خلق اهتمام واسع بالمخلوقات الدقيقة وطريقة تفاعلها مع أشكال الحياة الأخرى، وفي بداية القرن الثامن عشر، أصبح علم الجراثيم متماسك الانضباط، وبالتحديد بعد عمل روبرت كوخ الذي عَرَف طرق لزيادة الزرع النقي على المادة الهلامية آجار والتي تحتوي على العناصر المغذية المحددة في أطباق بتري. ومنذ فترة طويلة تعرضت فكرة أن الكائنات الحية تستطيع وبكل سهولة أن تنشأ من مادة غير حية للهجوم في سلسلة من التجارب التي قام بها لوي باستير، بينما حول الجدل المذهب الحيوي مقابل التنقية (القضية المعمرة من زمن أرسطو وعلماء الذرة اليونانيون) استمر على قدم وساق.

#### نهوض علم وظائف الأعضاء والكيمياء العضوية التجريبية
كانت قضية التمييز بين المواد العضوية وغير العضوية كقضية مركزية في علم الكيمياء، خصوصاً في سياق التحولات العضوية مثل التخمير والتعفن، حيث كانت تعتبر هذه العمليات (حيوية) منذ عهد أرسطو. ومع ذلك، أظهر فريدرش فولر ويوستوس فون ليبيغ، وغيرهم من رواد مجال نهوض الكيمياء العضوية بناء إضافي على عمل لافوازييه؛ يُظهر بأن العالم العضوي قد يحلل بواسطة طرق كيميائية وفيزيائية. وأظهر وولر في عام 1828 بأنه يمكن إنشاء مادة يوريا عضوية بالطرق الكيميائية التي لا تنطوي على الحياة، موفراَ تحدياً قوياً للمذهب الحيوي، حيث تم اكتشاف خلاصة خلية (الخميرة) التي قد تؤثر على التحولات الكيميائية، بداية مع خميرة الهضم في عام 1833م. وفي نهاية القرن التاسع عشر وتحديداً في عام 1833م كان مفهوم الإنزيمات راسخ بطريقة قوية، على الرغم من أن المعادلات الكيميائية لم يمكنها التفاعل مع الإنزيمات إلا في بداية القرن العشرين.
أكتشف علماء النفس مثل كلود برنارد وظائف كيميائية وفيزيائية من أجسام حية بدرجة لم يسبق لها مثيل (من خلال التشريح وطرق تجريبية أخرى)، وتأسيس علم الغدد الصماء (وهو حقل نما سريعاً بعد اكتشاف الهرمون الأول سيكريتين في عام 1902)، والميكانيكا الحيوية ودراسة التغذية والهضم. نمت أهمية وتنوع علم وظائف الأعضاء التجريبية في كل من الطب وعلم الأحياء بشكل كبير في نصف القرن التاسع عشر. وأصبح التحكم والتلاعب في العمليات الحيوية شاغلاً رئيسياً، ووضع التجربة في مركز التعليم الأحيائي.

## علوم الأحياء للقرن العشرين
كانت الأبحاث الأحيائية في بداية القرن العشرين غالبا مهنية المسعى. أغلب الأعمال كانت لا تزال بأسلوب التاريخ الطبيعي، التي بدورها أبرزت المورفولوجي والفيلوجينيتك حيث حللت أكثر من التجربة القائمة على تفسيرات سببية. عموماً، فإت تجارب المذهب الحيوي الفسيولوجية والأجنة، وخاصة في أوروبا، كانت فعّاله على نحو متزايد. ساعد النجاح الهائل للنهج التجريبي على تطوير، الوراثة، والتمثيل الغذائي في القرن 1900 و1910م وأظهرت قوة التجارب في علم الإحياء. أصبح في العقود التالية، العمل التجريبي بديلاً للتاريخ الطبيعي كنمط سائد للبحث.

### البيئة والعلوم البيئية
في بدايات القرن العشرين، واجه علماء الطبيعة بضغط متزايد لإضافة اختبارات وتجريبات علمية صارمة ودقيقة، وتوفر مدى من التفاضلية لأساليبهم كما فعلت الفروع المعرفية الأحيائية البارزة والمعتمدة على المختبرات. فظهر علم البيئة كتوليفة واندماج للجغرافيا الأحيائية مع مفهوم الدورة الكيميائية الجغرافية الأحيائية المبتكر بوساطة الكيميائيين، وطور علماء الأحياء الميدانييون أساليب كمية كالرباعات (وهي أشكال تستخدم في الدراسات البيئية)، وأدوات مخبرية ملائمة وكاميرات مكيفة مع الميدان الذي يعملون فيه لعزل عملهم بشكل أكبر عن التاريخ الطبيعي التقليدي. وعمل علماء الحيوان وعلماء النبات بكل ما لديهم ليخففوا من تقلب العالم الحي وعدم إمكانية التنبؤ بما يجري فيه عن طريق إجراء التجارب المخبرية ودراسة البيئات الطبيعية شبه المسيطر عليها كالحدائق، في حين وفرت بعض المؤسسات الجديدة كمحطة كارنيجي للتطور التجريبي ومؤسسة المختبر الأحيائي البحري بيئات مسيطر عليها بشكل أكبر لدراسة الكائنات الحية طوال دورة حياتها الكاملة.
كان مفهوم التعاقب البيئي مهماً في بدايات علم البيئة النباتية، ورائداً في أول عقدين من مطلع القرن العشرين من خلال هنري تشاندلر كاولز وفريدريك كليمنتس. كانت معادلات الفريد لوكتا في المفترس والفريسة، ودراسات إيفلينهتشنسون للبنية الجغرافية البيولوجية والبيولوجية الكيميائية للبحيرات والأنهار (علم المسطحات المائية الداخلية) ودراسات تشارلز إلتون للسلاسل الغذائية الحيوانية بين التعاقب للطرق الكمية التي استعمرت التخصصات البيئية النامية. وأصبح علم البيئة فرع مستقل في الأربعينيات والخمسينيات من القرن العشرين بعد أن قام يوجين أوديوم بتوليف العديد من المفاهيم المتعلقة بالنظام البيئي، ووضع العلاقات بين مجموعات من الكائنات الحية (وخاصة علاقات المادة والطاقة) في وسط الميدان.
في ستينيات القرن العشرين وعندما أكتشف واضعو النظريات التطورية إمكانية اختيار وحدات متعددة، وانتقل علماء البيئة إلى النهج التطوري. فيالبيئة السكانية، وكان النقاش حول اختيار مجموعة وجيزاً ولكن مفعماً بالحيوية، وبحلول عام 1970، أتفق معظم علماء الأحياء على أن الانتقاء الطبيعي كان فعالاً بشكل نادر ما فوق مستوى الكائنات الفردية، ومع ذلك أصبح تركيز تطور النظم الإيكولوجية على البحوث بشكل دائم، وتوسع علم البيئة بسرعة مع زيادة الحركة البيئية، وقد حاول البرنامج الدولي البيولوجي تطبيق أساليب العلم الكبير (التي كانت ناجحة جداً في العلوم الفيزيائية) على البيئة والنظام البيئي والقضايا البيئية الملحة، في حين أن مقياس أصغر للجهود المستقلة مثل الجغرافية الحيوية للجزيرة وغابات بروك هوبارد التجريبية قد ساعدت على إعادة تصنيف نطاق علم المعرفة المتنوع على نحو متزايد.

### علم الوراثة الكلاسيكي، والتوليف الحديثة، ونظرية النشوء والارتقاء
يمكنك أيضا الاطلاع على: التركيب التطوري الحديث

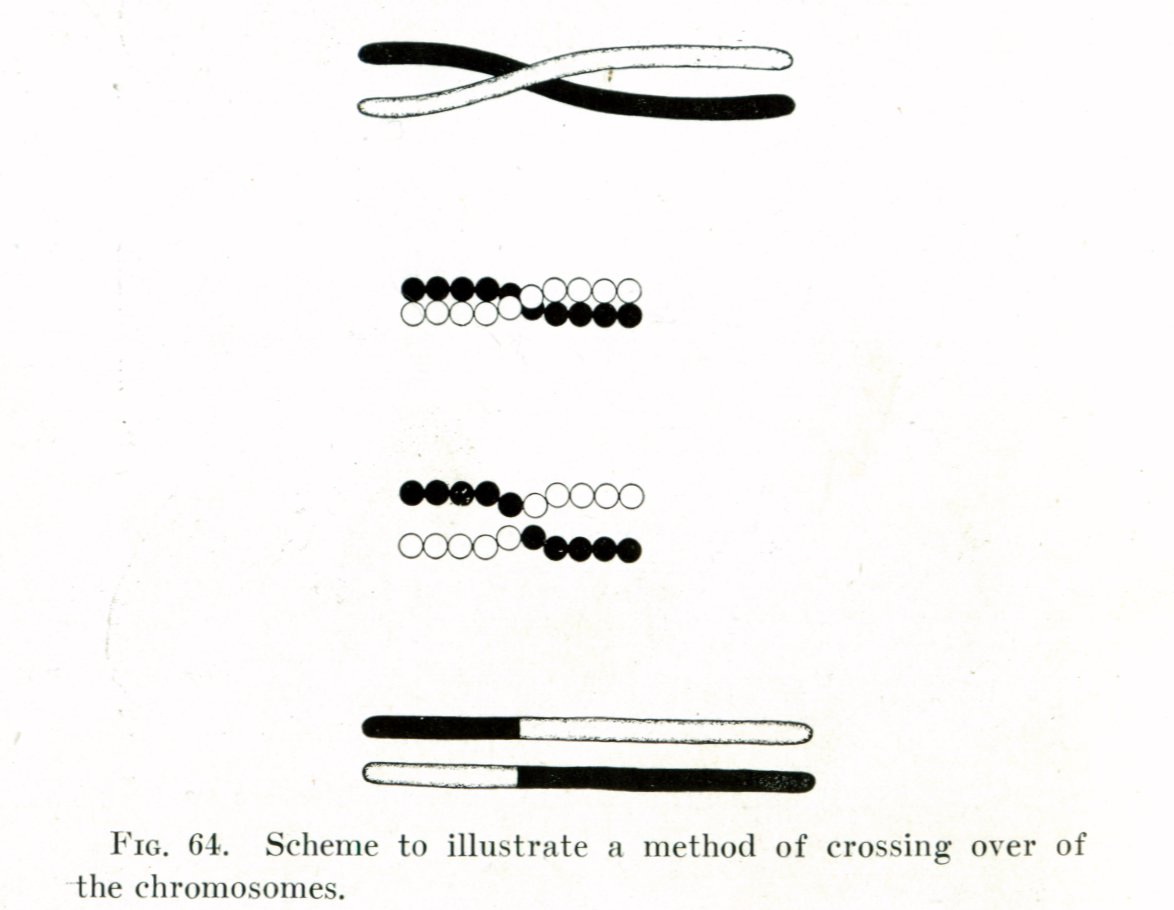
توضيح توماس مورغان للتقاطع، جزء من نظرية الوراثة المندلية للكروموسوم

يعد عام 1900م بمثابة إعادة اكتشاف للعالم مندل بواسطة عدة علماء منهم: هيوغو دا فريس وكارل كورين وإريك فان شيرماك والذين توصلوا كلٌّ على حدة إلى قوانين مندل التي لم تكن موجودة من قبل في أبحاثه. بعد ذلك بفترة وجيزة اقترح علماء الخلية أن الكروموسومات هي عبارة عن المادة الوراثية. وخلال الفترة الزمنية بين عامي 1910-1915م قام العالم توماس مورغان في معمله الخاص إلى جانب بعض من العلماء المختصين في دراسة ذبابة الفاكهة باقتراح فكرتين مثيرتين للجدل ومعارضتين لنظرية مندل للوراثة الكروموسومية. حيث قاموا بتقدير ظاهرة الرابطة الجينية وافترضوا أن الجينات الموجودة على الكروموسومات تشبه الخرز المعقود على سلسلة. وباستخدام فرضية عملية العبور بينها تم تفسير الرابطة الجينية وإنشاء خريطة جينية لذبابة الفاكهة، والتي أصبحت كائناً نموذجياً مستخدماً على نطاق واسع.
حاول العالم هيوجو دا فريس الربط بين علم الوراثة الحديث ونظرية التطور فاقترح نظرية التطفر بناء على أبحاثه في الوراثة والتهجين والتي لاقت قبولاً عالمياً في بدايات القرن العشرين. كذلك هنالك الكثير من المؤيدين لنظرية توريث الصفات المكتسبة خلال حياة الكائن إلى الجيل التالي وهي ما تسمى باللاماركية. وهذا ما يتعارض مع النظرية الدارونية حسب دراسات علماء الإحصاء الحيوي للسمات المتغيرة باستمرار والتي تورث جزئياً فقط. وخلال العشرينات والثلاثينات من القرن العشرين وبعيد قبول نظرية مندل للوراثة الكروموسومية ظهر فرع في علم الوراثة الجماعية وقام كلاً من العالم فيشر وجون هالدين وسيوال رايت بتوحيد فكرة التطور عن طريق الانتقاء الطبيعي مع نظرية مندل الوراثية وإنتاج تركيبة حديثة. وتم رفض نظرية توريث الصفات المكتسبة بينما نظرية التطفر أفسحت المجال لنضوج النظريات الوراثية الأخرى.
في النصف الثاني من القرن العشرين بدأ تطبيق الأفكار التي يحتويها علم الوراثة السكاني في قواعد السلوك الجديدة لعلم الوراثة في علم الاجتماع وخاصة للبشر في علم النفس التطوري. وفي عام 1960 طور العالم دابليو دي هاملتون ومعاونيه أسلوب نظرية الألعاب لتفسير الإيثار من وجهة نظر تطورية من خلال اختيار ذوي القربى. حيث احتمالية منشأ الأعضاء العليا من خلال التعايش الداخلي، والنهج المتناقض للتطور الجزيئي في الجينات المتمركزة (التي تم اختيارها والسبب الغالب للتطور) ونظرية المحايدة (الأمر الذي جعل العامل الوراثي عاملاً رئيسياً) وقد استمر إنشاء النقاش حول التوازن في نظرية النشوء والارتقاء.
في عام 1970 اقترح كلاً من ستيفن جاي غولد ونايلز إلدريدج نظرية التوازن المتقطع والتي ترى أن الركود هو السمة الأبرز من السجل العتيق، وأن التغيرات التطورية تحدث بسرعة أكثر على مدى فترات قصيرة نسبياً من الزمن. في عام 1980م قدم لويس ألفاريز ووالتر ألفاريز فرضية الاصطدام والتي تعني اصطدام كائن سماوي بآخر كان مسؤولاً عن انقراض العصر الطباشيري-الثلاثي  وفي بداية عام 1980م، قدمت سجلات التحليل الإحصائي للكائنات البحرية قديماً والتي نشرت بواسطة جاك سبيكوسكي وديفيد روب تحليلاً أفضل لأهمية «حالات الانقراض الجماعي» في تاريخ الحياة على الأرض.

### علم الكيمياء الحيوية، علم الأحياء الدقيقة، علم الأحياء الجزيئية
في نهاية القرن التاسع عشر ميلادي كان قد تم اكتشاف جميع الطرق الرئيسية لعمليات استقلاب الأدوية بجانب عمليات استقلاب البروتينات والأحماض الدهنية وتمثيل اليوريا. ففي خلال العقود الأولى من القرن العشرين تمكن العلماء من عزل وتمثيل المكونات البسيطة في التغذية البشرية كالفيتامينات. ويعزى الفضل في ذلك إلى تطور التقنيات المعملية مثل الفصل باستخدام الاستشراب والرحلان الكهربائي واللذان أديا إلى التقدم السريع في مجال الكيمياء الفسيولوجية بالإضافة إلى علم الكيمياء الحيوية وأدى إلى استقلالهما عن أصولهم الطبية. وفي العشرينات والثلاثينات من القرن العشرين بدأ الباحثين في الكيمياء الحيوية مثل هانس كريبس وكارل كوري وجرتي كوري في العمل على العديد من المسارات الأيضية الأساسية للحياة: كدورة حمض الستريك، وعملية تكوين وتحلل السكر، وتمثيل الستيرويدات والبروفرينات. وفي الفترة ما بين الثلاثينات والخمسينات قام فريتس ليبمان وآخرون بتأسيس دور مركب ثلاثي فوسفات الأدينوسين كناقل شامل للطاقة في الخلية والميتوكوندريا التي هي عبارة عن مصنع الطاقة في الخلية. واستمر العمل في هذا المجال بنشاط كبير خلال القرن العشرين وحتى القرن الواحد والعشرين.

#### أصول علم الأحياء الجزيئية
بعد نشوء علم الوراثة التقليدي واصل علماء الأحياء وموجة جديدة من علماء الفيزياء البحث عن الجينات وطبيعتها المادية. فقام وارن ويفر رئيس قسم العلوم في مؤسسة روكفيلر بإعطاء منح مالية لرفع كفاءة الأبحاث وتطبيق الطرق الكيميائية والفيزيائية في حل المشاكل الحيوية والذي أطلق عليه بعد ذلك مصطلح علم الأحياء الجزيئية في عام 1938م. ومن الجدير بالذكر أن كثير من الإنجازات الهامة في علم الأحياء خلال الثلاثينات والأربعينات تم تمويلها من قبل مؤسسة روكفلر.

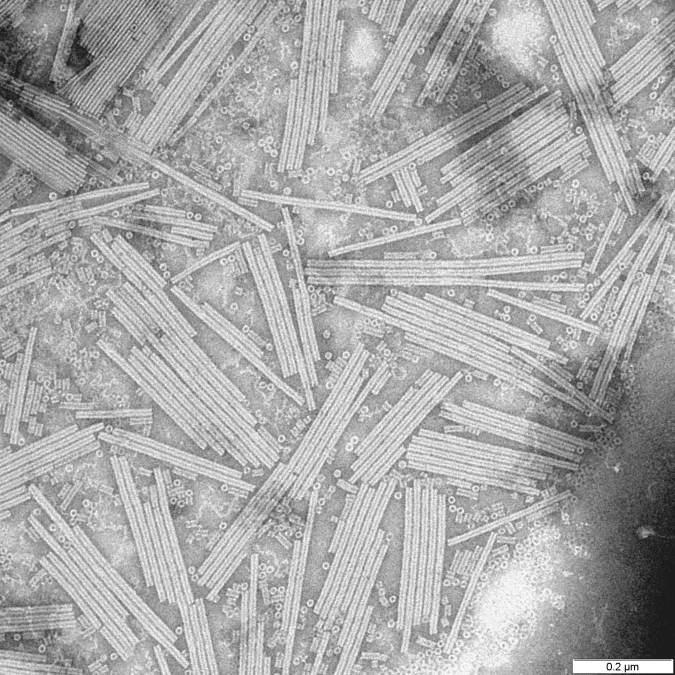
تبلور ويندل ستانلي لفيروس تبرقش التبغ باعتباره بروتين نووي نقي في عام 1935م واقتنع العديد من العلماء أن الوراثة يمكن تفسيرها بحتة من خلال الفيزياء والكيمياء

كعلم الكيمياء الحيوية فأن الفروع المتداخله لعلمي البكتيريا والفيروسات (تم جمعهما لاحقا باسم علم الأحياء الدقيقة) وارتباطهما بمجالي العلم والطب، قد تطورا بشكل سريع في أوائل القرن العشرين الميلادي. قام فيليكس دهيريل بعزل العاثيات خلال الحرب العالمية الأولى ما أدى إلى نشوء مسيرة طويلة من الأبحاث التي تركزت حول فيروسات العاثيات (الفاج) والبكتيريا التي تصيبها وتغزوها.
كان تطور الكائنات القياسية المتماثلة وراثيا (جينيا) والتي بإمكانها إعطاء نتائج تجريبية متكررة أساسياً لتطور علم الوراثة الجزيئي. بعد العمل سابقاً مع ذبابة الفاكهة والذرة فإن الاعتماد على نماذج أنظمة أكثر بساطة مثل «عفن الخبز» مكن العلماء من ربط علم الوراثة بالكيمياء الحيوية، والأهم ربطها بفرضية جورج بيدل وإدوارد تاتوم عام 1941م والتي تقول «جين واحد، انزيم واحد». التجارب الوراثية (الجينية) حتى على الأنظمة البسيطة مثل فيروس تبرقش التبغ والعاثيات والتي تمت بساعدة التكنولوجيا الحديثة مثل المجهر الإلكتروني وجهاز الطرد المركزي الفائق أجبرت العلماء على إعادة تقييم المعنى الحرفي للحياة. الصفات الوراثية للفيروسات، كما أن إمكانية إنتاج عضيات البروتين النووي الخلوي خارج النواة قام بتعقيد نظرية مندلين الوراثية المتعلقة بالكروموسومات والمقبولة سلفا.

اقترحت مركزية علم الأحياء الجزيئي بواسطة فرانسيس كريك عام 1958م، وهذا إعادة بناء كريك وكيف تصور المركزية ذلك الوقت، فالخطوط الصلبة تمثل (كما بدا في عام 1958م) وسائط نقل المعلومات المعروفة والخطوط المتقطعة تمثل تلك المفترضة

في عام 1943م أظهر اوزولد افري أن الحمض النووي هو على الأغلب المكون الوراثي (الجيني) للكروموسومات، وليست البروتينات. وقد تم حسم الموضوع بشكل قاطع من خلال تجربة العالم هيرشي والعالم تشايس عام 1952م، والتي تعتبر واحدة من العديد من اسهامات جماعة العاثيات (الفاج) بقيادة الطبيب وعالم الاحياء ماكس دلبروك. عام 1953 اقترح كلا من جيمس واتسون وفرانسيس كريك بناء على أعمال موريس ويلكنز وروزاليند فرانكلين فقد اقترحا أن تركيب الحمض النووي هو عبارة عن شريط حلزوني مزدوج. كما يذكران في بحثهما المشهور بعنوان (التركيب الجزيئي للحمض النووي) التالي: «لم يفتنا ملاحظة أن تحديدنا لفرضية الشريط المزدوج تفترض على الفور إمكانية وجود آلية نسخ للمادة الوراثية». بعد ان أكدت تجارب ميلسون وساتهل عام 1958 صحة نظرية النسخ الجزئي للحمض النووي؛ بات من الواضح لمعظم علماء الأحياء أن تسلسل الحمض النووي يحدد بشكل ما تسلسل الأحماض الأمينية في البروتينات. افترض جورج جاموف أن هناك رمز وراثي (جيني) ثابت يربط بين البروتين والحمض النووي. بين عامي 1953-1961م كان هناك القليل من التسلسلات البيولوجية المعروفة سواء DNA أو بروتينات، بينما كان هنالك الكثير من أنظمة الرموز المفترضة، ومما ساعد في تعقيد الوضع اتساع مدى المعرفة والاكتشافات للدور الوسيط الذي يقوم به الحمض الريبي النووي. استغرق العمل على فك الرموز (الشفرات) الوراثية سلسلة واسعة ومضنية من التجارب في مجالي الكيمياء الحيوية وعلم وراثة البكتيريا، وذلك في الفترة بين عامي 1961-1966م، وكان من أهمها تجارب كلا من مارشال نيرنبرغ وهار غوبند خورانا

#### مرحلة التوسع في علم الأحياء الجزيئية«الخلوية»
في نهاية عام 1950م، أصبح معهد باستير مركزاً حيوياً يهتم بأبحاث علم الأحياء الجزيئية، هذا وبالإضافة إلى شعبة البيولوجيا في معهد كاليفورنيا للتقنية ومختبر البيولوجيا الجزيئية (السلائف) في جامعة كامبريدج، وحفنة من المؤسسات الأخرى، قام العلماء في كامبردج، بقيادة ماكس بيروتس وجون كندرو بالتركيز على العلم المتطور في مجال البيولوجيا الهيكلية (structural biologhy) وذلك بالجمع بين دراسة البلورات بالأشعة السينية مع النمذجة الجزيئية وإمكانيات حسابية جديدة للحوسبة الرقمية (بالاستفادة سواء مباشرة أو غير مباشرة من التمويل العسكري للعلم). بعد ذلك انضم عدد من علماء الكيمياء الحيوية بقيادة فردريك سانغر في وقت لاحق إلى مختبر كامبردج والذي قام بالجمع بين دراسة بنية الجزيئات وعملها. وفي معهد باستير، قام فرانسوا جاكوب وجاك مونو بعد تجربة بايمو عام 1959م والمنشورات التي ظهرت بعد ذلك والمتعلقة باللاك أوبرون التي تناقش مفهوم تحديد الجينات وتنظيمها والذي عرف بعد ذلك بمسمى مرسال الحمض الريبي النووي. أما بحلول منتصف الستينات الميلادية كان نموذج الأساس الجزيئي لعمليتي الأيض والتناسل المنبثق من الفكرية الأساسية لعلم الأحياء الجزيئي قد اكتمل إلى حد كبير.
هذا وقد عُرفت أواخر حقبة الخمسينات للقرن العشرين إلى مطلع السبعينات الميلادية للقرن نفسه بحقبة البحث المكثف والزيادة في عدد المؤسسات المهتمة بعلم الأحياء الجزيئية إلى أن أصبح علم الأحياء الجزيئية قسماً قائماً بذاته كباقي العلوم.. فيما عرّف عالم أحياء الكائنات ويلسون مصطلح «الحروب الجزيئية»، حيث كانت الأساليب والاستخدامات في مجال الأحياء الجزيئية تنتشر بسرعة والتي غالباً ما قامت بالسيطرة على الإدارات والتخصصات. أما العلم التجزيئي فله أهمية خاصة في علم الوراثة وعلم المناعة وعلم الأجنة وعلم الأعصاب. بينما كانت فكرة أن الحياة يقودها «نظام جيني» – وهو التشبيه الذي أطلقه العالمان جايكوب ويونود والتي كانت مستخلصة من عرض من ميادين العلوم علم التحكم الآلي وعلم الحاسوب – أضحى لها تأثير ملموس على بقية أقسام الأحياء. علم المناعة خصوصاً أصبح مرتبط بالأحياء الجزيئية، ومع الابتكار تدفق في كلا الاتجاهين: نظرية الاختيار النسيلي التي وضعتها نيلس يرني وفرانك ساعدت ماكفارلين بيرنت في منتصف 1950s في إلقاء الضوء على الآليات العامة لتخليق البروتين.
كانت مقاومة النفوذ المتنامي لعلم الأحياء الجزيئي واضحة بشكل خاص من قبل علم الأحياء التطوري. حيث كان لتسلسل البروتين إمكانات كبيرة لدراسة التطور الكمي (من خلال فرضية الساعة الجزيئية)، ولكنه أدى إلى تشكيك علماء البيولوجيا التطورية عن علاقتها بالبيولوجيا الجزيئية ليتمكنوا من الإجابة على الأسئلة الكبيرة حول السببية التطورية. انقسمت الإدارات والتخصصات وعلماء الأحياء العضويين تأكيداً على أهميتهم واستقلالهم : حيث أدلى ثيودوسيوس كرد على التحدي من قبل الجزيئين بهذا التصريح الشهير بأن «لا شيء في البيولوجيا يبدو منطقياً إلا في ضوء نظرية التطور». ثم أصبحت القضية أكثر أهمية وجدلاً بعد عام 1968، اقترح موتو كيمورا صاحب نظرية التطور الجزيئي المحايدة، أن الانتقاء المحايد لم يكن السبب الظاهر أو الكلي في نظرية التطور، على الأقل على المستوى الجزيئي، والتطور الجزيئي قد يكون مختلف بشكل أساسي عن عملية التطور المورفولوجي (علم التشكل). (لحل هذه المفارقة «الجزيئية / المورفولوجية» فقد كانت محور أبحاث التطور الجزيئي منذ ستينيات القرن العشرين.)

### التقنية الحيوية وهندسة الجينات وعلم الجينوم
كانت التقنية الحيوية في المفهوم العام جزء هام في علم الأحياء منذ نهاية القرن التاسع عشر، ومع عمليات التخمير والزراعة أصبح علماء الكيمياء والأحياء مدركين للقدرة العظيمة للعمليات البيولوجية المنظمة للعمليات الإنسانية. خاصة أن التخمير قد ساعد مساعدة عظيمة في العمل الكيميائي. وفي أوائل السبعينات 1970 كان قد تطور نطاق واسع من التقنيات الحيوية «الأدوية» مثل البنسلين والستيرويد إلى الأغذية مثل الكلوريلا، ومن بروتين وحيد الخلية إلى كحول ميثيلي، إضافة إلى نطاق واسع من تهجين المحاصيل ذات الإنتاجية العالية والتقنيات الزراعية، أساس الثروة الخضراء.

#### الحمض النووي معاد التركيب DNA
بدأت التقنية الحيوية في الفهم الحديث للهندسة الوراثية في السبعينات، مع اكتشاف تقنيات للحمض النووي المعاد التركيب. وتم اكتشاف إنزيمات الاقتطاع في أواخر الستينات، حيث تأتي في أعقاب العزلة، ومن ثم النسخ، ثم التركيب للجينات الفيروسية. بداية مع مختبر بول برغ عام 1972 بمساعدة إيكوري من مختبر هيربت بوير، بناء على العمل مع ليغاز (انزيم رابط) بواسطة مختبر آرثر كورنبرغ، وضع علماء الأحياء الجزيئية تلك الأجزاء معاً لإنتاج أول كائنات معدلة وراثيا. وبعد ذلك بفترة قصيرة بدأ آخرون استخدام الناقلات البلازميدية وإضافة جينات لمقاومة المضادات الحيوية، وكذلك زيادة كبيرة في متناول تقنيات الحمض النووي المؤشب.
القلق من احتمال العرضة للخطر (خاصة في احتمال وجود بكتيريا سريعة الانتشار مع الفايروس الحامل للجين المسبب للسرطان)، كان رد فعل المجتمع العلمي إضافة إلى العلماء من مختلف الأنحاء بالتعامل مع هذه التطورات بحماس وتخوف وحذر بنفس الوقت. اقترح علماء البيولوجيا الجزيئية البارزون بقيادة برغ على وقف البحث في مركب الحمض النووي حتى يتم تقييم المخاطر ويتم إنشاء خطة للعمل. والتزم بهذا الإيقاف (أو التعليق) الكثير، حتى عام 1975 م حيث قام المشاركون في مؤتمر ازيمولار لمركب الحمض النووي بإنشاء سياسة توصيات والتي بينت على أن التكنولوجيا يمكن استخدامها بأمان.
بعد مؤتمر ازيمولر، تم تطوير تقنيات وتطبيقات حديثة في الهندسة الوراثية بسرعة، طريقة تسلسل الحمض النووي تم تطويرها بسرعة بقيادة فردريك سانغر وولتر غيلبرت كما قاما بصناعة (متعدد الاحماض النووية) وتقنيات إدخالها. عرف العلماء طرق التحكم بالجينات المنقولة وسرعان ما أصبحوا ينافسون به في المجال الأكاديمي والصناعي لإنشاء كائنات قادرة على التعبير عن جينات الإنسان في إنتاج الهرمونات، ومع ذلك، كانت تلك مهام شاقة أكثر مما توقع علماء الأحياء الجزيئية، وأظهرت التطورات بين عامي 1977-1980م، أنه بفضل ظاهرة تقسيم وربط الجينات، فإن الكائنات الأكبر تملك نظاماً أكثر تعقيداً من التعبير الجيني من البكتيريا والنماذج التي كانت في بداية الدراسات. أول سباق، لصناعة هرمون الإنسولين، تم ربحها من قبل شركة جينيتيك. وهذا ما أدى إلى ازدهار التكنولوجيا الحيوية (و معه عصر براءات الاختراعات الجينية)، مع مستوى لا مثيل له من تداخل ما بين الأحياء، الصناعة والقانون.

#### النظاميات الجزيئية وعلم الجينوم

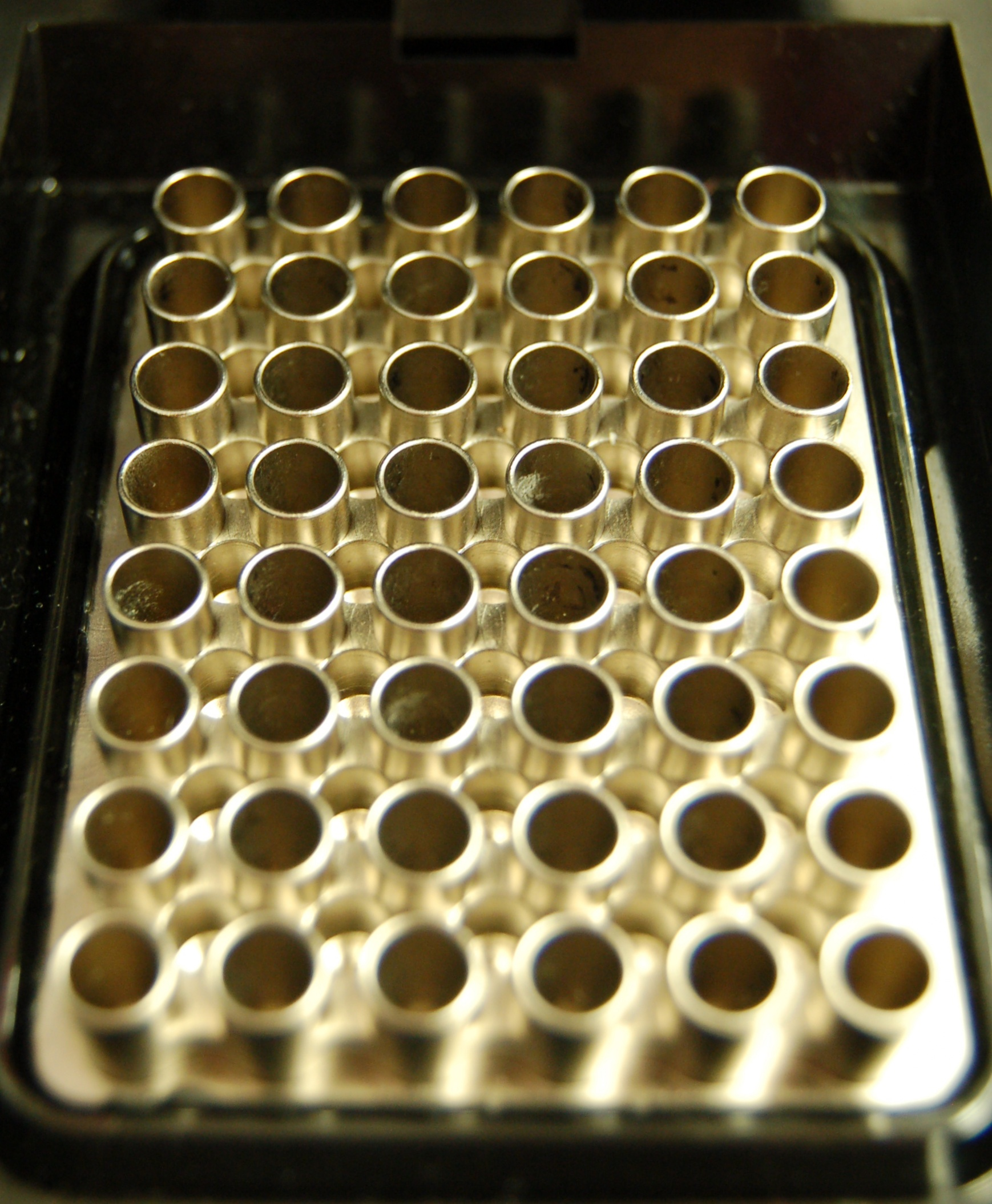
من داخل مدور حراري قدرته 48، وهو جهاز يستخدم لأداء تفاعل البوليميراز المتسلسل على العديد من العينات في وقت واحد

كانت عملية تسلسل البروتين تُصنف علمياً قبل عام 1980م بناءً على طريقة تحوله في الكائنات الحية خصوصاً (الكلاديسيات) ولكن علماء البيولوجيا بدؤوا باعتماد استخدام تسلسل الحمض النووي الريبي والحمض النووي منقوص الأوكسجين كخاصية أو صيغة لأي تسلسل، وأعطى هذا التوسع أهمية التطور الجزيئي في علم الأحياء المتطورة، والنتيجة أن نظرية الجزيئية النظامية أصبحت بالإمكان مقارنتها مع الطريقة التقليلية للتطور الجيني الشجرية التشكل على أساس (الموروفولوجيا)، ومن رواد هذه الأفكار السيدة لين مارغوليس في نظرية التكافل الداخلي والتي ترى فيها أن بعض العُضيات داخل جدار الخلية تنشأ من خلال علاقة تكافلية داخل الخلية، (في عام 1990 النطاقات الخمسة في علم الأحياء (النباتات، الحيوانات، الفطريات، الأوليات، الوحدانات أصبحت ثلاثة نطاقات (بدائيات النوى، البكتيريا، وحقيقيات النواة) بالاعتماد على الأفكار الرائدة لكارل وويس رائد علم الجزيئية النظامية مع عمله على التسلسل الريباسي المعروف بـ (16S rRNA) 
في منتصف الثمانينيات قام كاري موليس وآخرين في شركة سيتيس بتطوير وترويج سلسلة تفاعل البلمرة وأيضا شهدت التكنولوجيا الحيوية الحديثة في هذه الأعوام نقطة تحول تمثلت بالزيادة الكبيرة في سهولة وسرعة التحليل الجيني، أدى قرن الرسم التسلسلي هذا واستخدامتفاعلات البلمرة إلى اكتشاف جينات أكثر مما يمكن العثور عليها بالطريقة. التقليدية سواء البيوكيميائية أو الوراثية وإمكانية اكتشاف الجينيوم كاملا.
بدأت بعد هذا توحيد طريقة رسم التشكل في كثير من الكائنات والخلايا عن طريق البويضة المخصبة بنقلها للبالغين بعد اكتشاف فعاليتها بداية في صندوق الجينات في ذبابة الفاكهة ثم في حشرات أخرى بعد ذلك في الحيوانات ثم الإنسان. قاد هذا التطور إلى تقدم هائل في حقل علم الأحياء النمائي التطوري باتجاه فهم أكثر عن كيفية تحديد الاختلافات في خريطة الجسم للكائن الحي ومدى تأثرها مع بعضها.
بدأ مشروع الجينوم البشري وهو أكبر مشروع دراسة بيولوجية (حيوية) وأكثرها تكلفة على الإطلاق في عام 1988م تحت قيادة جيمس واتسون وذلك بعد أن كان العمل سابقا مع الكائنات الأولية ذات النماذج الابسط وراثيا (جينيا) مثل بكتيريا الاشريكية القولونية، وفطريات الخميرة، وديدان الربداء الرشيقة أدى التسابق في القطاعين العام والخاص في إيجاد أساليب جديدة لاكتشاف الجينات (المورثات) وعملية فك سلاسل (تحديد متواليات) الجينات المتسارعة والتي تمت بقيادة كريغ فينتر مدعومة من قبل وعود شركة سيليراCelera Genomics بالتمويل المالي لبراءات اكتشاف الجينات، أدى إلى تسوية مع إصدار المسودة الأولى من كشف تسلسل الحمض النووي البشري والتي أعلنت عام 2000م.

## العلوم الحيوية في القرن الواحد والعشرون
في بداية القرن الحادي والعشرون تقاربت العلوم الحيوية مع الفروع والتخصصات الكلاسيكية القديمة والجديدة للعلوم المتفرقة مثل الفيزياء لتكوّن فروعاً جديدةً مثل الفيزياء الحيوية. وتم إحراز تطورات كبيرة في مجالات الكيمياء التحليلية والوسائل الفيزيائية بما في ذلك أجهزة الاستقبال المطورة والبصريات والكشافات وأجهزة الاستشعار ومعالجة الإشارات وشبكات الاتصالات والروبوتات والأقمار الصناعية واستخدام قدرات الحواسيب الآلية في جمع البيانات وتخزينها وتحليلها وعرض النماذج والتصور والمحاكاة. واتاحت هذه التطورات التكنولوجية (التقنية) الهائلة الفرصة لإجراء العديد من البحوث النظرية والتجريبية، بما في ذلك نشر الكيمياء الحيوية الجزيئية والنظم الحيوية وعلوم النظم البيئية على شبكة الإنترنت. أدى ذلك إلى تمكين العالم بأسره من الوصول إلى مقاييس أفضل ونماذج نظرية ومحاكاة مركبة وتجارب على نماذج ذات تنبؤات نظرية، والتحليل وإمكانية الوصول إلى تقارير البيانات المرصودة حول العالم عن طريق الإنترنت وإتاحة الفرصة لمراجعة الأقران المفتوحة والتعاون والانتشار عن طريق الإنترنت. فظهرت حقول جديدة لدراسات العلوم الحيوية مثل المعلوماتية الحيوية والرياضيات الحيوية أو علم الأحياء الرياضي وعلوم الجينوم الحاسوبية وعلم الأحياء الفلكي وعلم الأحياء الصناعية.

## وصلات خارجية
- الجمعية العالمية لتاريخ، وفلسفة، والدراسات الاجتماعية لعلم الأحياء – منظمة تاريخ علم الأحياء الاختصاصي.
- تاريخ علم الأحياء – مقالة من موقع Historyworld.
- تاريخ علم الأحياء في موقع Bioexplorer.Net – مجموعة من الوصلات الإلكترونية عن تاريخ علم الأحياء.
- علم الأحياء – مقالة تاريخية.
- ميال، ل. ك. (1911) تاريخ علم الأحياء. Watts & Co. London